# Long Road Out of Eden
Long Road Out of Eden is het zevende studioalbum van de Amerikaanse band Eagles. Het heeft heel lang geduurd voordat de heren weer samen de studio in wilden na het debacle van The Long Run. De ruzie liep destijds hoog op. Ook na hun reünie voor het album Hell Freezes Over duurde het nog een aantal jaren voordat het album er was.
De Eagles gaan op hun nieuwe album gewoon verder waar ze toen gebleven waren, bij melodieuze countryrock. Na een lange studiotijd waren de verwachting hooggespannen. De single How Long en het album verkochten goed; het album in de eerste week 711.000 exemplaren.
Naast de Eagles-leden waren er vier co-producers betrokken: Steuart Smith, Richard F. W. Davies, Scott Crago en Bill Szymszyk. Het album is opgenomen in Los Angeles, The Doghouse en Malibu, Samhain Studio.

## Musici
- Glenn Frey – gitaar, toetsen, basgitaar en zang;
- Don Henley – drums, percussie, gitaar en zang;
- Joe Walsh – gitaar, toetsen en zang;
- Timothy B. Schmit – basgitaar en zang.

### Gastmusici
- Steuart Smith – gitaar, toetsen, mandoline;
- Scott Crago- drums en percussie;
- Richard F.W. Davis – toetsen;
- Michael Thompson – toetsen, accordeon en trombone;
- Will Hollis – toetsen;
- Al Garth – altsaxofoon en viool; Chris Mostert – tenor- en altsaxofoon; Greg Smith – baritonsaxofoon;
- Bill Armstrong – trompet;
- Greg Leisz – pedal steel;
- Lenny Castro, Luis Conti – percussie.

## Composities
1. CD1:
  1. No more walks in the wood (Henley, Smith)
  2. How long (John David Souther)
  3. Busy being fabulous (Henley, Frey)
  4. What do I do with my heart (Frey, Henley)
  5. Guilty of the crime (Francis John Miller, Jerry Lynn Williams)
  6. I don’t want to hear any more (Paul Carrack)
  7. Waiting in the weeds (Henley, Smith)
  8. No more cloudy days (Frey)
  9. Fast company (Henley, Frey)
  10. Do something (Henley, Schmit, Smith)
  11. You are not alone (Frey)
2. CD2:
  1. Long road out of Eden (Henley, Frey, Schmit)
  2. I dreamed there was no war (instrumentaal) (Frey)
  3. Somebody (Jack Tempchin, John Brannen)
  4. Fail grasp on the big picture (Henley,Frey)
  5. Last good time in town (Walsh, John David Souther)
  6. I love to watch a woman dance (Larry John McNally)
  7. Business as usual (Henley, Smith)
  8. Center of the universe (Henley, Frey)
  9. It’s your world now (Frey, Tempchin)

## Trivia
Nog geen twee weken na de release van het album verklaarde Don Henley dat dit toch echt het laatste wapenfeit van Eagles was.

## Hitnotering
| Long Road Out of Eden in de Nederlandse Album Top 100 - binnen: 3 december 2007 | Long Road Out of Eden in de Nederlandse Album Top 100 - binnen: 3 december 2007 | Long Road Out of Eden in de Nederlandse Album Top 100 - binnen: 3 december 2007 | Long Road Out of Eden in de Nederlandse Album Top 100 - binnen: 3 december 2007 | Long Road Out of Eden in de Nederlandse Album Top 100 - binnen: 3 december 2007 | Long Road Out of Eden in de Nederlandse Album Top 100 - binnen: 3 december 2007 | Long Road Out of Eden in de Nederlandse Album Top 100 - binnen: 3 december 2007 | Long Road Out of Eden in de Nederlandse Album Top 100 - binnen: 3 december 2007 | Long Road Out of Eden in de Nederlandse Album Top 100 - binnen: 3 december 2007 | Long Road Out of Eden in de Nederlandse Album Top 100 - binnen: 3 december 2007 | Long Road Out of Eden in de Nederlandse Album Top 100 - binnen: 3 december 2007 | Long Road Out of Eden in de Nederlandse Album Top 100 - binnen: 3 december 2007 | Long Road Out of Eden in de Nederlandse Album Top 100 - binnen: 3 december 2007 | Long Road Out of Eden in de Nederlandse Album Top 100 - binnen: 3 december 2007 | Long Road Out of Eden in de Nederlandse Album Top 100 - binnen: 3 december 2007 | Long Road Out of Eden in de Nederlandse Album Top 100 - binnen: 3 december 2007 | Long Road Out of Eden in de Nederlandse Album Top 100 - binnen: 3 december 2007 | Long Road Out of Eden in de Nederlandse Album Top 100 - binnen: 3 december 2007 | Long Road Out of Eden in de Nederlandse Album Top 100 - binnen: 3 december 2007 | Long Road Out of Eden in de Nederlandse Album Top 100 - binnen: 3 december 2007 | Long Road Out of Eden in de Nederlandse Album Top 100 - binnen: 3 december 2007 | Long Road Out of Eden in de Nederlandse Album Top 100 - binnen: 3 december 2007 | Long Road Out of Eden in de Nederlandse Album Top 100 - binnen: 3 december 2007 |
| Week                                                                            | 01                                                                              | 02                                                                              | 03                                                                              | 04                                                                              | 05                                                                              | 06                                                                              | 07                                                                              | 08                                                                              | 09                                                                              | 10                                                                              | 11                                                                              | 12                                                                              | 13                                                                              | 14                                                                              | 15                                                                              | 16                                                                              | 17                                                                              | 18                                                                              | 19                                                                              | 20                                                                              | 21                                                                              | 22                                                                              |
| ------------------------------------------------------------------------------- | ------------------------------------------------------------------------------- | ------------------------------------------------------------------------------- | ------------------------------------------------------------------------------- | ------------------------------------------------------------------------------- | ------------------------------------------------------------------------------- | ------------------------------------------------------------------------------- | ------------------------------------------------------------------------------- | ------------------------------------------------------------------------------- | ------------------------------------------------------------------------------- | ------------------------------------------------------------------------------- | ------------------------------------------------------------------------------- | ------------------------------------------------------------------------------- | ------------------------------------------------------------------------------- | ------------------------------------------------------------------------------- | ------------------------------------------------------------------------------- | ------------------------------------------------------------------------------- | ------------------------------------------------------------------------------- | ------------------------------------------------------------------------------- | ------------------------------------------------------------------------------- | ------------------------------------------------------------------------------- | ------------------------------------------------------------------------------- | ------------------------------------------------------------------------------- |
| Nummer                                                                          | 1                                                                               | 2                                                                               | 3                                                                               | 5                                                                               | 7                                                                               | 10                                                                              | 10                                                                              | 12                                                                              | 12                                                                              | 10                                                                              | 11                                                                              | 12                                                                              | 17                                                                              | 19                                                                              | 23                                                                              | 18                                                                              | 22                                                                              | 36                                                                              | 43                                                                              | 45                                                                              | 49                                                                              | 38                                                                              |
| Week                                                                            | 23                                                                              | 24                                                                              | 25                                                                              | 26                                                                              | 27                                                                              | 28                                                                              | 29                                                                              | 30                                                                              | 31                                                                              | 32                                                                              | 33                                                                              | 34                                                                              |                                                                                 | 35                                                                              | 36                                                                              | 37                                                                              | 38                                                                              |                                                                                 | 39                                                                              | 40                                                                              |                                                                                 |                                                                                 |
| Nummer                                                                          | 17                                                                              | 12                                                                              | 21                                                                              | 29                                                                              | 42                                                                              | 48                                                                              | 52                                                                              | 50                                                                              | 67                                                                              | 70                                                                              | 67                                                                              | 69                                                                              | uit                                                                             | 95                                                                              | 96                                                                              | 97                                                                              | 66                                                                              | uit                                                                             | 77                                                                              | 95                                                                              | uit                                                                             |                                                                                 |